# Tumble in the Rough
Tumble in the Rough è un brano musicale del gruppo musicale statunitense Stone Temple Pilots, proveniente dal loro terzo album in studio Tiny Music... Songs from the Vatican Gift Shop (1996).

## Classifiche
| Classifica (1997)             | Posizione massima |
| ----------------------------- | ----------------- |
| Canada                        | 60                |
| Stati Uniti (alternative)     | 36                |
| Stati Uniti (mainstream rock) | 9                 |